# Richard-Rado-Preis
Der Richard-Rado-Preis, benannt nach dem deutschen Mathematiker Richard Rado, ist ein Wissenschaftspreis für herausragende Dissertationen in der Diskreten Mathematik. Er wird seit 1998 alle zwei Jahre von der Fachgruppe Diskrete Mathematik der Deutschen Mathematiker-Vereinigung verliehen. Das Preisgeld von 1000 Euro wird vom Springer-Verlag aus Heidelberg gestiftet.
Die öffentliche Ernennung des Preisträgers und die Zeremonie der Übergabe des Preises finden gewöhnlich während des Symposiums Diskrete Mathematik statt. Der Preisträger wird zu diesem Symposium eingeladen, um seine Dissertation in einem Vortrag vorzustellen.

## Voraussetzungen
- Nur die Betreuer der Dissertationen sind berechtigt, Vorschläge einzureichen. Eigenbewerbungen sind ausgeschlossen.
- Es gibt keine Gruppenjury; ein einzelner in Fachkreisen hoch angesehener ausländischer Mathematiker entscheidet.
- Einreichbar sind nur Doktorarbeiten, die im Zweijahreszeitraum vor der Preisverleihung erfolgreich abgeschlossen wurden. Es muss darin um ein Thema der diskreten Mathematik gehen.
- Pflicht ist die Vorlage zweier Exemplare der Dissertation, eines Abstracts sowie eines Gutachtens des Betreuers in englischer Sprache. Alles zusammen muss fristgerecht an eines der Vorstandsmitglieder der Fachgruppe Diskrete Mathematik übergeben werden.

## Preisträger
- 1998 Meike Schröder, ehrenvolle Anerkennung Volker Heun
- 2000 Frank Lutz, ehrenvolle Anerkennung Martin Skutella
- 2002 Daniela Kühn
- 2004 Uli Wagner, ehrenvolle Anerkennung Julian Pfeifle
- 2006 Mathias Schacht
- 2008 Tobias Gerken, ehrenvolle Anerkennung Agelos Georgakopoulos
- 2010 Konstantinos Panagiotou, ehrenvolle Anerkennung Raman Sanyal
- 2012 Heidi Gebauer, ehrenvolle Anerkennung Juliane Dunkel
- 2014 Lutz Warnke, ehrenvolle Anerkennung Marika Karbstein
- 2016 Florian Frick
- 2018 Isaac Mabillard, ehrenvolle Anerkennung Stefan Glock
- 2020 Lisa Sauermann
- 2022 Vera Traub
- 2024 Bento Natura[1], ehrenvolle Anerkennung Nemanja Draganić